# Dreier (Münze)

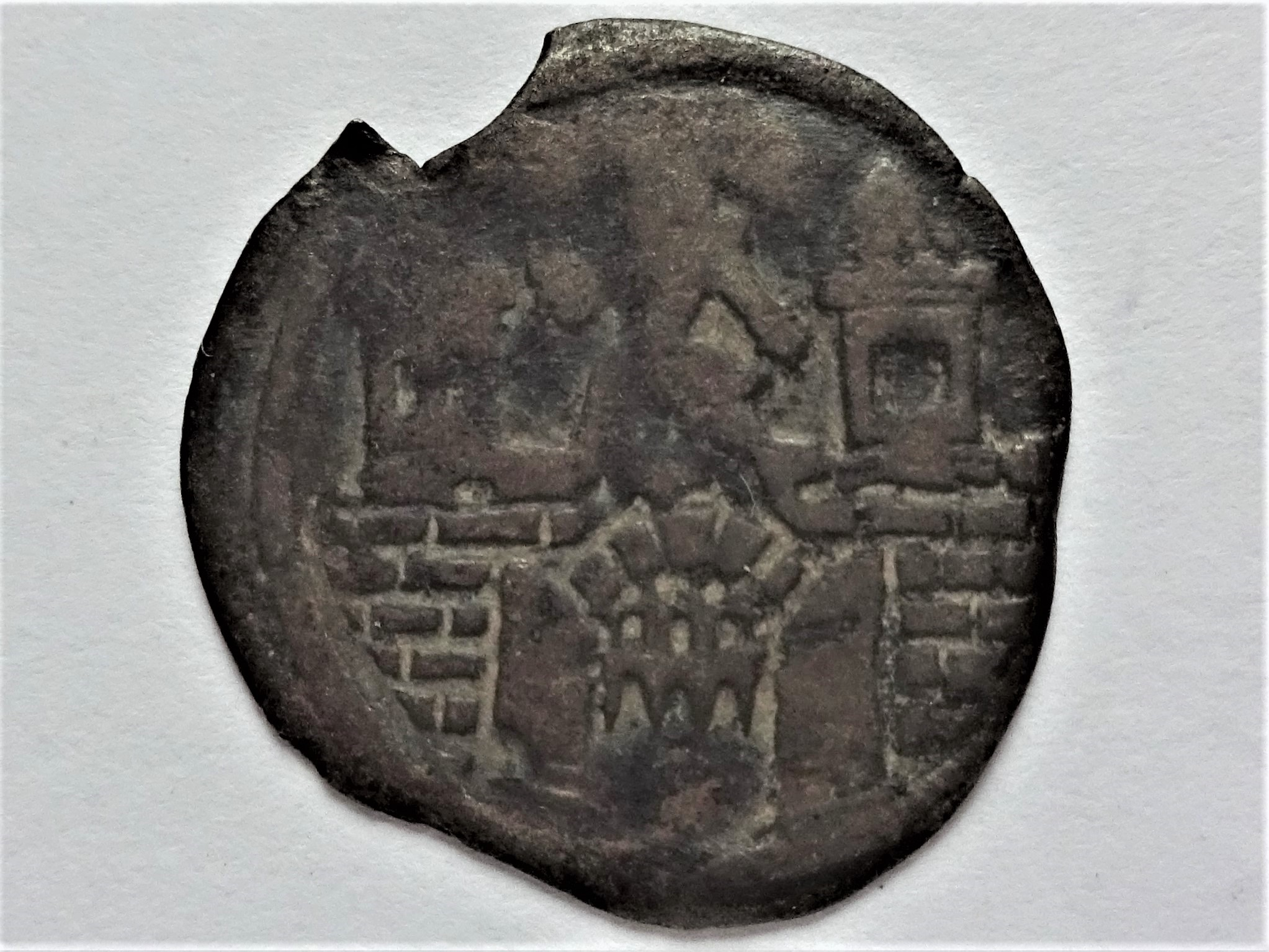
Magdeburger Dreier von 1622

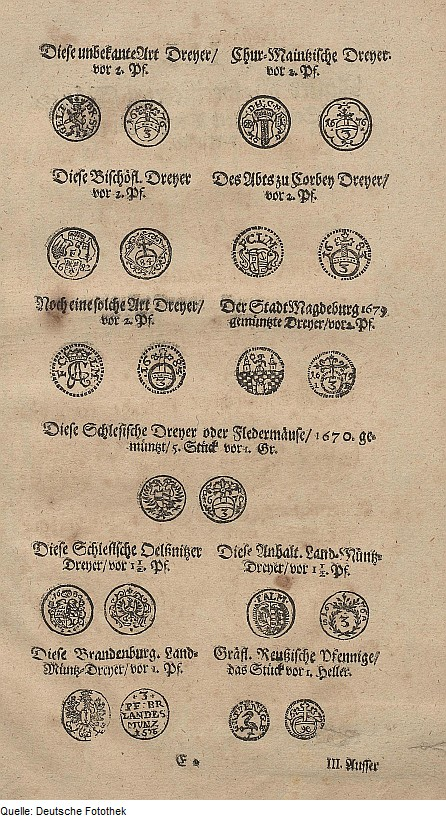
Abbildungen verschiedener Dreier- oder auch „Dreyer“-Prägungen

Das Dreipfenniggröschlein, auch Dreier genannt, war eine anfangs in Sachsen ab dem 16. Jahrhundert geprägte Münze. Die auch als Dreier bezeichnete sächsische Prägung wurden anfangs nach der Münzordnung von Herzog Georg dem Bärtigen aus dem Jahr 1534 geprägt und wurden somit Teil zunächst der sächsischen Münzgeschichte. Dabei sollten 4 Stücke auf 3 Zinsgroschen gehen. Die Münzen wurde zunächst aus Silber oder aus der Silber-Kupfer-Legierung Billon hergestellt.
Das mit der Zahl „3“ versehene Geldstück, das später nur noch aus Kupfer produziert wurde, verbreitete sich als Zahlungsmittel bis zum 19. Jahrhundert auch in anderen Staaten des gesamten mittel- und norddeutschen Raums, darunter  als „Dreipfennigstück“ im Königreich Preußen und im Herzogtum Braunschweig. Doch auch in anderen europäischen Ländern war ein Dreier eine übliche Kleinmünze.